# Juego de la asfixia
El juego de la asfixia (en inglés "choking game") es una práctica de alta peligrosidad y de riesgo mortal que consiste en el acto de inducirse una persona al desmayo, por medio de la asfixia intencional con el fin de sentir una sensación de desvanecimiento.
Este acto es erróneamente visto como "juego" por parte de diversos jóvenes, y debido a que consiste en sofocarse o estrangularse intencionalmente hasta perder el conocimiento, a menudo puede resultar en muertes accidentales que son confundidas con suicidios.
Las estimaciones demuestran que la práctica del también llamado juego de la muerte ha aumentado en las últimas décadas y ha sido responsable de numerosas muertes y daños neurológicos graves en jóvenes alrededor del mundo. En los últimos años se ha notado un incremento considerable en la incidencia de esta práctica por parte de adolescentes de secundarias y preparatorias, tanto en países anglosajones como Estados Unidos, Canadá, etc., como en países de habla hispana como México, Argentina, Chile y otros más.
Se desconoce el momento exacto de su origen y antigüedad, pero se sabe que se llega a realizar tanto de forma solitaria, como entre dos o más personas con consentimiento mutuo.

## Motivos de la práctica
Las investigaciones que se han realizado con respecto a las motivaciones que tienen los jóvenes para practicar el choking game señalan que algunas de las causas de esta práctica incluyen:
- La búsqueda de emociones fuertes y factores de riesgo.[5]
- La errónea percepción de que es una actividad de bajo riesgo.
- La presión social que ejerce cierto grupo, el cual a veces puede establecer el choking game como un reto, desafío, o rito de «iniciación grupal».
- Entretenimiento a través de un comportamiento errático.
- Curiosidad de experimentar un estado alterado de la conciencia o búsqueda de una experiencia próxima a la muerte.
- La creencia de que así se puede inducir una sensación breve de euforia o sensación de alucinación similar a la del efecto de las drogas y el alcohol.

Según el Dr. Thomas Andrew, del Departamento de Salud de Nuevo Hampshire, la práctica es en "extremo peligrosa", y puede provocar la muerte desde la primera vez que se realiza.
Se considera que las razones para la práctica son distintos a la hipoxifilia. El doctor Steve Field, presidente del Colegio Real de Médicos Generales, en Londres, afirma que el juego de la asfixia es realizado principalmente por niños y adolescentes para obtener una sensación de alucine como cuando toman drogas, y no por gratificación sexual. Además, las investigaciones revelan que la práctica del juego desmayo parece ser infrecuente en la edad adulta.

## Daños, lesiones y fatalidades
Como cualquier actividad que priva de oxígeno al cerebro, el choking game tiene el potencial de causar daños a las células del cerebro, que pueden ser desde daños moderados a graves. Algunas de las consecuencias posibles que pueden resultar por participar en el "juego", incluyen:
- Pérdida de la memoria a corto plazo
- Dificultad de concentración
- Alta pérdida de neuronas
- Pérdida permanente de funciones neurológicas o daño cerebral
- Problemas neurológicos de por vida
- Convulsiones
- Desmayo
- Coma
- Muerte

Además la caída por el desmayo puede causar traumas craneales o fracturas.

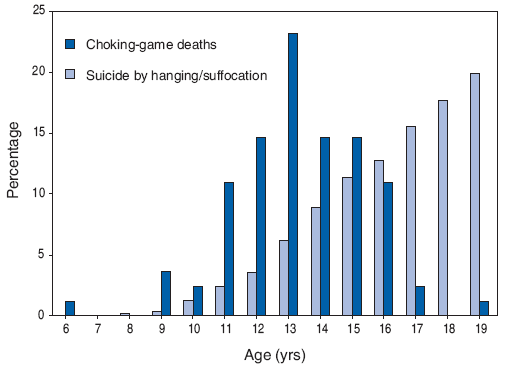
Gráfica de los CDC que compara la edad de incidencia entre el chocking game y el suicidio

Un estudio de los CDC Las estadísticas sobre muertes y daños neurológicos son diversas y polémicas. Existen estudios empíricos que indican que esta práctica está relacionada significativamente con muertes y discapacidades, en particular entre jóvenes varones de los países desarrollados. Muchos creen que hay muertes que no están correctamente reportadas porque hay muchas muertes que se atribuyen falsamente a suicidios.
(Centers for Disease Control and Prevention: Centros de Control y Prevención de Enfermedades)  de Estados Unidos, encontró evidencia suficiente para indicar que desde 1995, al menos 82 jóvenes entre las edades de 6 y 19 años han muerto en Estados Unidos, como resultado del juego (esto es aproximadamente el 1% de las muertes atribuidas al suicidio por asfixia en el mismo grupo de edad). De estos el 86,6% eran varones, y la edad media era de 13,3. El 95,7% de estas muertes ocurrieron mientras el joven estaba solo. En un 92,9% de los casos, los padres de los fallecidos no tenían conocimiento del juego. Las muertes se registraron en 31 estados y no se pudieron agrupar por ubicación, por temporada ni por días de la semana.
Se calcula que en Estados Unidos, un 11% de jóvenes entre 12 y 18 años y un 19% de jóvenes entre 17 y 18 años han practicado el choking game alguna vez.
Pueden surgir también, de forma directa o inderecta, lesiones fuertes por caídas, movimientos incontrolados, aplastamiento de cuerdas o ligaduras o movimientos del "asistente". Estas lesiones pueden incluir conmoción cerebral, fractura de huesos, morderse la lengua y la hemorragias en del ojo.

## Efectos en el organismo
Dentro de las muchas variaciones y métodos por las cuales se realiza esta práctica mortal, todos los métodos siempre llevan a un estado de hipoxia cerebral (falta de oxígeno al cerebro) causada por la privación de oxígeno en el cuerpo.
La estrangulación y la hipocapnia autoinducida son los dos mecanismos principales que se utilizan en el juego de la asfixia. Ambos tienen el potencial de causar daño cerebral, discapacidades o la muerte. La hipocapnia causa vasoconstricción cerebral, lo que reduce significativamente el flujo sanguíneo cerebral.

### Estrangulación
Cuando se liga una cinta o cuerda alrededor del cuello, o se presionan las manos o el brazo comprimiendo la arteria carótida interna, además de la restricción directa de la sangre al cerebro hay otras dos respuestas peligrosas que son susceptibles de producirse:
- La presión en las arterias carótidas ejerce presión sobre los barorreceptores. Entonces se causa vasodilatación (dilatación o ensanchamiento de los vasos sanguíneos) en el cerebro, lo que conduce a la insuficiencia de la sangre para perfundir el cerebro con oxígeno y mantener la conciencia.

- Se envía una señal a través del nervio vago al corazón que disminuye la velocidad y el volumen de los latidos del corazón, típicamente en un tercio. En algunos casos hay evidencia de que esto puede derivar en asistolia, una forma de paro cardíaco difícil de atender.

Hay una opinión disidente sobre el alcance y la forma en que una persona llega a una etapa de lesión permanente, pero se concuerda en que la presión en el nervio vago cambia la frecuencia del pulso y presión sanguínea, lo que es altamente peligroso especialmente en casos de hipersensibilidad del seno carotídeo.

### Hipocapnia autoinducida
El segundo mecanismo se trata de causar hiperventilación forzada hasta que se sientan los síntomas de la hipocapnia (hormigueo, sensación de mareo o vértigo, seguidos de una forma de apnea). Esto por sí solo es suficiente para provocar un síncope (desmayo)

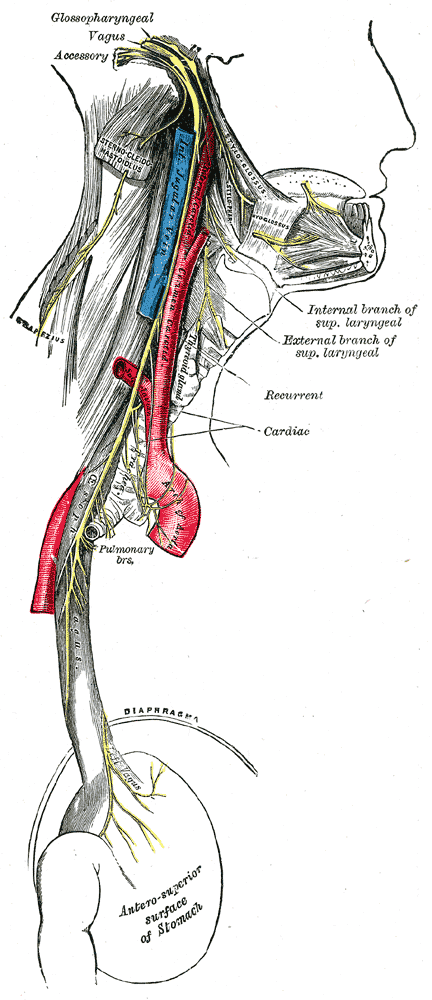

La hiperventilación conduce a una eliminación excesiva de dióxido de carbono (CO2), mientras que no hay cantidades significativas de oxígeno almacenados en el cuerpo. Como sólo el dióxido de carbono es responsable del estímulo de respiración, después de hiperventilación, la respiración se hace más larga hasta que se produce la hipoxia cerebral. La sangre también se vuelve anormalmente alcalina como resultado de la eliminación excesiva de dióxido de carbono. Este aumento posterior en el pH de la sangre se denomina alcalosis, la cual interfiere con la utilización normal del oxígeno por el cerebro. Los síntomas de la alcalosis son: irritabilidad neuromuscular, espasmos musculares, hormigueo, entumecimiento de las extremidades o del alrededor de la boca, mareos, y vértigo. Todo esto, a menudo se interpreta erróneamente como una sensación de "euforia".
Con el cuerpo en un estado de alcalosis, generalmente se induce a la vasodilatación en el cerebro, pero tan sólo en el cerebro se produce vasoconstricción (estrechamiento de los vasos sanguíneos). Esta vasoconstricción puede empeorarse por un aumento repentino de la presión arterial causada por apretar o contener la respiración.
Se considera que la secuencia de eventos que conducen a la pérdida de la consciencia por hiperventilación es la siguiente:
1. Disminución parcial de la presión alveolar de CO2.
2. Disminución parcial de la presión arterial de CO2.
3. Aumento del pH sanguíneo, (alcalosis respiratoria).
4. Vasoconstricción de los vasos sanguíneos que irrigan el cerebro.
5. Agrupamiento de la sangre presente en el cerebro en el momento del acto.
6. El cerebro rápidamente consume el oxígeno (O2) disponible en la sangre acumulada.
7. Concentración de O2 en las gotas del cerebro.
8. Se produce hipoxia del tejido cerebral y por ello pérdida del conocimiento.

Debido a que el cerebro no contiene reservas de O2 y, a diferencia de los otros órganos, tiene una considerable poca tolerancia de escasez de O2, esto puede llevar a daños irreversibles, si la vasoconstricción no se invierte.
Normalmente, si el cerebro esta hipóxico, algunos sistemas autónomos del cuerpo invierten la sangre que corre al cerebro, a costa del trabajo de otros órganos, pero como el cerebro está vasoconstringido este mecanismo no funciona. La vasoconstricción se revierte solamente por medio de la suspensión del aliento, creando así más CO2 en la sangre. Si esta acumulación no se produce rápidamente cuando se necesita, o si el mecanismo de la vasodilación responde lentamente, pueden ocasionarse daños irreversibles o hasta la muerte.
La recuperación tarda segundos en producirse, pero aun así este tipo de recreación causa muchas muertes cada año, particularmente cuando se juega a solas o con ligaduras. El daño al cerebro puede no ser rápidamente visible o aparente, aunque esto puede llevar a otros problemas cerebrales.

## Prevención y signos del juego
Debido a que muchos adultos no tienen idea de la existencia de esta práctica entre los jóvenes, han surgido diversas instituciones de prevención contra el juego de asfixia, y campañas informativas que tienen el fin de crear concientización y recomendar a los padres, educadores y proveedores de cuidados de salud que se familiaricen con los signos del juego, para evitar que haya más muertes o/y daños severos por esta práctica.
Algunos signos cerca de un joven que posiblemente práctica el juego de la asfixia, incluyen:
- Conversaciones sobre el juego
- Ojos ensangrentados
- Sangrado debajo de la piel de la cara o párpados
- Marcas en el cuello
- Usar ropa que cubre el cuello aunque el clima sea caluroso
- Fuertes dolores de cabeza
- Confusión o desorientación después de pasar un tiempo solos
- Irritabilidad u hostilidad
- Presencia de cuerdas, bufandas o cinturones amarrados a la cama, puertas, barras de cortina de baño o cerca del suelo
- Ropa de cama, sábanas, cortinas, o cuerdas atadas o enrolladas alrededor de perillas de las puertas o muebles
- Presencia de objetos extraños como correas para perros, cuerdas, pañuelos, collares de ahogo o cuerdas elásticas o cinturones.[13][14]

### Otros nombres con los que se le conoce
El término "juego de la asfixia" proviene del slang o la jerga usada entre jóvenes, por lo cual, la denominación de este acto llega a variar dependiendo del país, lengua, cultura, ciudad, barrio o incluso escuela en la que se presenta. El también llamado «juego del ahorcado» recibe otros nombres en inglés en Estados Unidos, Inglaterra, Australia y otros países, de los cuales algunos se enlistan a continuación:
| Nombre en inglés      | Posible traducción                                                                 |
| --------------------- | ---------------------------------------------------------------------------------- |
| airplaning            | ‘aeroplaneo’, ‘planeo’, «aterrizaje», «avionazo».                                  |
| american dream game   | ‘el juego del sueño americano»’.                                                   |
| black out game        | ‘juego del apagón’ ‘juego de perder el conocimiento’, ‘juego de apagar las luces’. |
| breath play           | ‘jugar a [contener el] aliento’, ‘juego de [ausencia de] respiración’.             |
| California choke      | ‘asfixia de California’.                                                           |
| California dreaming   | ‘ensueño de California’.                                                           |
| California high       | ‘altura de California’, ‘alucinar a la californiana’.                              |
| California knockout   | ‘nocaut de California’                                                             |
| choke out             | ‘ahogamiento, asfixiamiento’.                                                      |
| choking game          | ‘juego de la asfixia’, ‘juego del ahogamiento’.                                    |
| dying game            | ‘el juego de morir’.                                                               |
| dream game            | ‘juego de ensueño’.                                                                |
| dreaming game         | ‘el juego de soñar’.                                                               |
| elevator              | ‘elevador’.                                                                        |
| flatline game         | ‘el juego de la línea plana’.                                                      |
| flatliner             | ‘muerto’                                                                           |
| flatliner game        | ‘juego del muerto’.                                                                |
| funky chicken         | ‘gallina funky’ (argot).                                                           |
| Harvey Wallbanger     | ‘Harvey [borrachito o alcohólico] Wallbanger [amigo imaginario]’.                  |
| high riser            | ‘rascacielos’, andar por las nubes (alucinado), andar bien pasado.                 |
| hyperventilation game | ‘juego de la hiperventilación’ (respiración rápida).                               |
| knockout game         | ‘juego del nocaut’.                                                                |
| natural high          | ‘«subida» natural’, ‘droga natural’.                                               |
| pass-out game         | ‘el juego del desmayo’                                                             |
| passing out game      | ‘jugar a desmayarse’.                                                              |
| rising sun            | ‘sol naciente’.                                                                    |
| rocket ride           | ‘paseo en cohete’.                                                                 |
| the shocking game     | ‘el juego impactante’, ‘el juego del shock’.                                       |
| sleeper hold          | ‘apriete del dormilón’.                                                            |
| space cowboy          | ‘vaquero espacial’                                                                 |
| space monkey          | ‘mono espacial’                                                                    |
| speed dreaming        | ‘sueño rápido’                                                                     |
| suffocation roulette  | ‘ruleta de la sofocación’.                                                         |
| teen choking game     | ‘juego adolescente de la asfixia’.                                                 |
| the fainting game     | ‘juego del desvanecimiento’.                                                       |
| tingling game         | ‘juego del hormigueo’ o ‘juego del cosquilleo’.                                    |
| trip to heaven        | ‘viaje al cielo’.                                                                  |